# Mordechaj Banet
Mordechaj Banet (Mordechaj Benet, Markus Benedikt) (ur. 1753 w Csurgó, zm. 1829 w Hroznětínie) – Naczelny Rabin Moraw.
Mordechaj ben Abraham Banet, w trakcie swojej 40-letniej kadencji, osiągnął ogromną sławę jako rabin Mikulova, głowa tamtejszej jesziwy i Naczelny Rabin Moraw. Na przestrzeni lat musiał zmagać się z wpływami ruchów rewolucyjnych w sferze politycznej, społecznej i kulturowej (haskala), które przekształcały życie jego podopiecznych – członków wspólnoty wyznaniowej Europy Środkowej. W przeciwieństwie do przedstawicieli Ortodoksji, reprezentowanej głównie przez Mojżesza Sofera (Hatama Sofera) z Bratysławy, filozofia Baneta cechowała się bardziej pragmatycznym podejściem do tradycji.

## Życiorys
Urodził się w 1753 w małej wiosce Csurgό na Węgrzech. Wzrastał w ubogiej rodzinie (jego ojciec był rzeźnikiem), choć jego rodzice byli potomkami wybitnych rabinów. Wychowywany był przez rodzinę matki – kiedy miał pięć lat wysłano go do domu babki w Mikulovie, gdzie miała być zorganizowana jego edukacja. Jego pierwszym nauczycielem (pierwsze sześć lat) był Gabriel Markbreiter, który następnie wysłał go do Ittingen (Alzacja) gdzie rabinem był szwagier Markbreitera. Ten ostatni z dumą pełnił funkcję nauczyciela Baneta – podczas jego bar micwy pokazał gościom jego pierwsze rękopisy: komentarz do Tory, komentarz do Hagady i nowelę, napisaną w oparciu o Talmud.
Kolejne trzy lata Banet spędził pod kuratelą Josefa Steinhardta w jesziwie w Fürth, w Niemczech. W wieku 18 lat przeniósł się do Pragi, gdzie jednym z jego mentorów był Ezechiel Landau – rabin znany ze swych ortodoksyjnych poglądów, silnie sprzeciwiający się innowacjom religijnym, obyczajowym i kulturowym, propagowanym przez przedstawicieli prądów oświeceniowych końca XVIII wieku. W Pradze też poznał swoją przyszłą żonę – Sarę Finkel, córkę zamożnego mieszkańca Mikulova. W latach 70. XVIII wieku Banet studiował w jesziwie w Bratysławie, gdzie zaprzyjaźnił się z Eljachu Rozentalem, pochodzącym z wpływowej rodziny maskili. Studiował też z Samuelem Szmelke Horowicem z Mikulova, którego przekonania mogły być inspiracją dla ascetycznych poglądów Baneta, z których później również był znany.
We wczesnym okresie swojej kariery w Mikulovie Banet był sędzią w tamtejszym sądzie religijnym (1784-1786), służył też jako rabin w Brzecławiu na Morawach. Z tej ostatniej funkcji zrezygnował po 6 miesiącach na rzecz pracy w kraju ojczystym, w Schlossberg. Jednogłośnie wybrany na rabina Mikulova i Naczelnego Rabina Moraw w listopadzie 1789 roku. Otrzymał również propozycję rabinatu w Krakowie i Bratysławie, ale – ulegając namowom członków swojej wspólnoty – pozostał w Mikulovie.
Po śmierci został tymczasowo pochowany w Hroznětínie (dawniej Lichtenstadt), skąd po siedmiu miesiącach szczątki przeniesiono do Mikulova, zgodnie z jego wolą.

## Twórczość
Choć dzieła Baneta nie są liczne, należą do klasyki literatury talmudycznej XVIII wieku. Są to: Biur Mordechaj (Komentarz Mordechaja) z 1813 r.; Magen Abot (Tarcza Ojców) z 1835 – traktat o 49 zakazach szabatowych; Har ha-Mor (Góra Mirry) – responsa; Paraszat Mordechaj (Objaśnienia Mordechaja) – responsa z 1889; Tekelet Mordechaj (Tekelet Mordechaja) z 1892.
Dzieła Baneta są dowodem jego przenikliwości i rozległej wiedzy z dziedziny literatury rabinicznej, oraz jego metodologii, bazującej na logice i naukowym podejściu. W przeciwieństwie do Sofera czy Akiwy Egera unika kazuistyki w dyskusjach halachicznych, a swoje racje udowadnia poprzez krytyczne wyjaśnienia i systematyczne przedstawienie sprawy.
Styl Baneta jest czysty i elegancki. Włada on też płynnie hebrajskim, podczas gdy język tworzących w tym samym czasie jest często pełen błędów, z domieszką aramejskiego zaczerpniętego z literatury rabinicznej. Jego wiedza o współcześnie rozwijających się ideach sprawiła, że reprezentował wyjątkowy stosunek do przedstawicieli silnej ortodoksji i niezależną pozycję w zmaganiach między ortodoksją a haskalą.
Choć Banet w tych zmaganiach pozostawał przy tradycyjnych przekonaniach, które towarzyszyły mu od wczesnego dzieciństwa, był chyba jedynym ortodoksyjnym rabinem, który uważał powstanie nowych prądów myślowych, porywających zarówno Żydów, jak i nie-Żydów w jego czasach, za zasadne. Wiedział z czym przyszło mu się zmierzyć i zdawał sobie sprawę z bezużyteczności Talmudu, jako przestarzałej broni w tych starciach. Fakt, iż zaakceptował on niemieckie tłumaczenie Biblii Hebrajskiej Mendelsohna świadczy o tym, że nie można stawiać go na równi z Mojżeszem Soferem i innymi przedstawicielami skrajnej ortodoksji.